# 代雷夫揚基 (基輔州)
50°12′15″N 30°23′0″E / 50.20417°N 30.38333°E
代雷夫揚基（烏克蘭語：Дерев'янки）是位於烏克蘭北部的村莊，由基辅州法斯蒂夫區的赫萊瓦哈市鎮負責管轄。該村面積0.45平方公里，海拔高度145米，2001年人口34，人口密度每平方公里75.1人。